# Svea illustrerad veckotidning

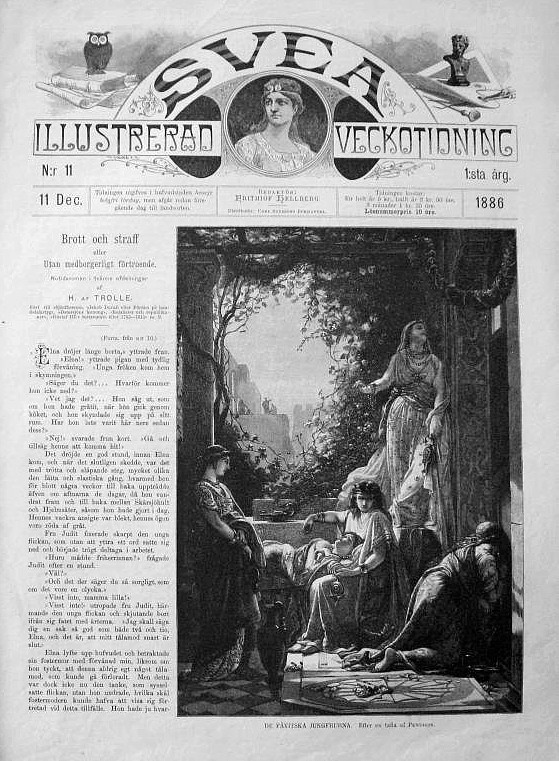
Svea Illustrerad Veckotidning, nr 11, 11 december 1886.

Svea illustrerad veckotidning var en svensk tidskrift (Libris 2875389) utgiven 1886-1895. Tidningen slogs i oktober 1887 ihop med Svenska Familj-Journalen och blev Svenska Familj-Journalen Svea illustrerad veckotidning från och med nummer 56.